# رؤیای بهار
رویای بهار (انگلیسی: Rêve de printemps) یک نقاشی از ویلیام-آدولف بوگرو نقاش رئالیسم و آکادمیک فرانسه می‌باشد که در سال ۱۹۰۱ طرح گردید. این نقاشی نمایانگر تمثیلی از بهار است و نشانگر یک زن جوان نشسته در یک جنگل می‌باشد که توسط ۳ کوپیدوی کوچک که با تاج گل و به عنوان فلورا (ایزبانوی بهار) به استقبال او آمده‌اند احاطه شده است. ابعاد این نقاشی بوگرو (۷۳ × ۵۰) می‌باشد.